# Страка, Йозеф (старший)
Йозеф Страка (чеш. Josef Straka; 14 июля 1904[…], Мельник — 29 июня 1976[…], Литомержице, Северочешский край) — чехословацкий гребец, выступавший за сборную Чехословакии по академической гребле в 1920-х и 1930-х годах. Серебряный и бронзовый призёр чемпионатов Европы, победитель и призёр первенств национального значения, участник двух летних Олимпийских игр.

## Биография
Йозеф Страка родился 14 июля 1904 года в городе Мельник, Австро-Венгрия.
Первого серьёзного успеха в академической гребле на международном уровне добился в сезоне 1925 года, когда вошёл в состав чехословацкой национальной сборной и выступил на домашнем чемпионате Европы в Праге, где в зачёте парных двоек стал бронзовым призёром.
В 1927 году на чемпионате Европы в Комо выиграл бронзовую медаль в одиночках.
Благодаря череде удачных выступлений удостоился права защищать честь страны на летних Олимпийских играх 1928 года в Амстердаме — в одиночках благополучно преодолел два предварительных квалификационных этапа, но в третьем заезде более семи секунд уступил голландцу Берту Гюнтеру и выбыл из борьбы за медали.
После амстердамской Олимпиады Страка остался действующим спортсменом и продолжил принимать участие в крупнейших международных регатах. Так, в 1929 году он отметился выступлением на чемпионате Европы в Быдгоще, где стал серебряным призёром в одиночках, пропустив вперёд того же Берта Гюнтера.
В 1932 году добавил в послужной список бронзовую награду, полученную в распашных рулевых четвёрках на чемпионате Европы в Белграде.
В 1936 году вместе с напарником Владимиром Вайной стартовал в парных двойках на Олимпийских играх в Берлине — занял последнее шестое место на предварительном квалификационном этапе и финишировал третьим на стадии полуфиналов — тем самым выйти в решающий финальный заезд не смог.
Его сын Йозеф Страка младший тоже стал известным гребцом, участвовал в Олимпийских играх 1972 года в Мюнхене и 1976 года в Монреале.
Умер 29 июня 1976 года в Литомержице в возрасте 71 года.